# Marčanska biskupija
Marčanska biskupija bila je hrvatska grkokatolička biskupija od 1611. do 1777. godine, kada ju je zamijenila Križevačka eparhija. Bila je prva grkokatolička biskupija u Hrvatskoj.

## Povijest
Crkveno sjedinjenje pravoslavnih vjernika s Katoličkom Crkvom, u smislu stvaranja grkokatoličke crkvene zajednice u Hrvatskoj, 1611. godine, vezano je uza "sjedinjenog" biskupa Simeona Vratanju, koji je rezidirao u sjedinjenu samostanu Marča, danas napuštenu lokalitetu pokraj Čazme. Samostan svetog Mihaela arkanđela sagradili su 1598. pravoslavni monasi, na temeljima porušene katoličke crkve Svih svetih, a možda i na ostatcima nekadašnjega augustinskog samostana. Biskupa Simeona nagovorio je na sjedinjenje s Katoličkom Crkvom ivanićki župnik Martin Dubravić. Simeon je bio pravoslavni biskup koji je pristupio jedinstvu s Rimom i tako postao prvi grkokatolički biskup u Hrvatskoj i ujedno prvi biskup tad uspostavljene grkokatoličke Marčanske biskupije, koja je obuhvaćala sve novonastale grkokatolike u Hrvatskoj, koji mahom žive na području Vojne krajine.  Sjedinjenje s Katoličkom crkvom je Simeon, dotad biskup Pećke patrijaršije, s titulom "episkop zapadnih strana", potpisao u Rimu, 19. studenoga 1611., ispovjedivši katoličku vjeroispovijest u ruke kardinala Roberta Bellarmina. Tri dana kasnije, 21. studenoga 1611., papa Pavao V., svojim apostolskim pismom Divinae Maiestatis Arbitrio potvrđuje uniju, odnosno obnovu crkvenog zajedništva dotad pravoslavnih hrvatskih Vlaha s rimskom Apostolskom stolicom. Kao model unije uzet je ukrajinski primjer, Brestovska crkvena unija, prema kojoj pravoslavci postaju katolici, u prihvaćanju crkvenog nauka i priznanju papina primata, ali zadržavaju istočni obred i običaje, npr. ženidbu prezbitera.
U početku su marčanski biskupi odlazili prvo na posvećenje kod pravoslavnog patrijarha u Peć, a tek potom su bivali ređeni (ponovo!) u rimskoj Crkvi. Kasnije je unija, uz određene otpore u puku, potpuno zaživjela. Nova situacija je nastala 1690. godine, kad na područje Habsburške Monarhije masovno dolaze pred Turcima izbjegli Srbijanci, na čelu s pećkim patrijarhom Arsenijem III. Crnojevićem, koji otad rezidira u Srijemskim Karlovcima. Arsenije dobiva ovlasti od cara kao patrijarh ne samo srpskih već i svih pravoslavaca u Monarhiji. On se pokušava silom nametnuti i kao poglavar grkokatolika i marčanskog biskupa. Zbog nasilja i pritiska, većina vjernika Marčanske biskupije vraća se u pravoslavlje, uz potporu državnih vlasti, iako ustroj Marčanske biskupije ostaje i dalje, uza smanjen broj župa i vjernika.
Budući da se je Marča nalazila na teritoriju Zagrebačke biskupije, isprva su marčanski biskupi bili tretirani kao obredni grkokatolički pomoćni biskupi zagrebačkih rimokatoličkih biskupa. To stanje je potrajalo gotovo do godine 1777., kada je papa Pio VI., na prijedlog austrijske carice i hrvatske kraljice Marije Terezije, bulom Charitas illa, od 17. lipnja 1777., dokinuo Marčansku biskupiju i utemeljio grkokatoličku Križevačku biskupiju. Također, carica Marija Terezija strogo je zabranila svako daljnje uznemiravanje grkokatolika od pravoslavaca.
Od sjedinjenih hrvatskih Vlaha u sklopu Marčanske biskupije do danas su se u okviru Križevačke biskupije kao grkokatolici održali samo žumberački potomci starih hrvatskih uskoka.

## Marčanski biskupi
1. Simeon Vratanja (1611. – 1630.)
Svoje episkopsko posvećenje Simeon Vratanja primio je 20. listopada 1607. godine, u Györu, iz ruku Kozme, "korintskog" arhiepiskopa i metropolita. Čini se da je iste godine primio posvećenje i od pećkog patrijarha Jovana. Iz kasnije korespondencije kardinala Bellarmina s vladikom Simeonom vidi se da je vladika nakon ispovijesti katoličke vjere bio "uvjetno posvećen" za episkopa, i to vjerojatno od kardinala Bellarmina, jer je postojala ozbiljna sumnja o valjanosti njegova posvećenja. Stoga je i Simeon morao rukopoložiti "pod uvjetom" one prezbitere koje je on posvetio prije svojeg polaska u Rim i stupanja u Katoličku crkvu.
Za svojeg boravka u Rimu vladika Simeon zamolio je papu da samostan Marču podigne na čast arhimandrije. Papa je njegovoj molbi, 21. studenoga 1611., udovoljio konstitucijom.
Pretpostavlja se da je umro krajem 1632., u Marči, gdje je i pokopan.
2. Maksim Predojević (1632. – 1642.)
3. Gabrijel Predojević (1642. – 1644.)
4. Bazilije Predojević (1644. – 1648.)
Godine 1643. bio je sjedinjeni arhimandrit (poglavar) samostana u Gomirju, kod Ogulina. Car Ferdinand III. imenovao ga je 1644. sjedinjenim marčanskim episkopom, pod naslovom svidnički. Bio je prvi sjedinjeni biskup koji nije tražio pravoslavno ređenje za episkopat, već samo katoličko.
5. Sava Stanislavić (1648. – 1661.)
6. Gabrijel Mijakić (1663. – 1670.)
Car Leopold I. imenovao ga je za arhimandrita samostana Marča, a 1663. i svidničkim biskupom. U Rim je pošao godine 1667. i papi Aleksandru VII. predao molbu da ga potvrdi za svidničkog episkopa. Za biskupa je zaređen u Rumunjskoj. Godine 1670. bio je uhićen kao sukrivac u pobuni Petra Zrinskog i Krste Frankapana. Odveden je u tamnicu u tvrđavu Senj, otamo u Graz i na kraju u Glatz, u Šleskoj, gdje je nakon 16 godina tamnovanja, godine 1686., umro.
7. Pavao Zorčić (1671. – 1685.)
Pavao Zorčić rodom je iz Svetog Ivana Žabnog. Papa Klement X. izdao je 20. studenoga 1671. breve kojim imenuje Pavla Zorčića apostolskim vikarom, s naslovom episkopa platejskoga. U Rimu je rukopoložen za episkopa u Grčkom kolegiju sv. Atanazija. Godine 1680. kupio je za Grkokatoličko sjemenište u Zagrebu od plemića Patačića kuću na Griču, u Zagrebu. Za uzdržavanje pitomaca dobio je od države imanje u Pribiću. Umro je u Marči, 23. siječnja 1685.
8. Marko Zorčić (1685. – 1688.)
Car Leopold I. imenovao ga je episkopom, pod naslovom svidnički. Instalacija je izvršena u Marči, 24. studenoga 1685. Papa Inocent XI. izdao je 20. veljače 1688. breve kojim postavlja Marka Zorčića apostolskim vikarom i episkopom, pod naslovom platejski. Umro je 1688., na putu iz Rima u Marču.
9. Izaija Popović (1689. – 1699.)
Papa Aleksandar VIII. imenovao je 1689. Izaiju Popovića episkopom, pod naslovom platejski. Mjesec dana poslije papina dekreta car Leopold imenovao je Izaiju episkopom pod naslovom svidnički. Za biskupa je rukopoložen 1690., u Beču.
10. Gabrijel Turčinović (1700. – 1707.)
Na prijedlog zagrebačkog biskupa Stjepana Seliščevića car Leopold imenovao je, 21. lipnja 1700., Gabrijela Turčinovića episkopom, pod naslovom svidnički. Dana 13. kolovoza 1701. izdan je breve kojim se Gabrijel Turčinović imenuje apostolskim vikarom, s biskupskim naslovom platejski.
Zagrebački biskup kaže za Turčinovića da je "monah reda sv. Bazilija, muž učen, pobožan, koji svima daje dobar primjer i koji je poštenjak". Rođen je u selu Žabnici. 
11. Grgur Jugović (1707. – 1709.)
Grgur Jugović bio je arhimandrit samostana u Marči. Kandidat za biskupa bio je već 1700. godine, za vrijeme imenovanja Gabrijela Turčinovića. Godine 1707., biskupom, s naslovom svidnički, imenovao ga je car i kralj Josip I., na prijedlog zagrebačkog biskupa Martina Brajkovića. 20. lipnja 1709., papa Klement XI. izdao je breve kojim Grgura Jugovića, istočnog monaha sv. Bazilija Velikog, opata samostana sv. Mihaela arkanđela u Marči, postavlja apostolskim vikarom Vlaha koji borave u Zagrebačkoj biskupiji i u pokrajinama hrvatskog i slavonskog kraljevstva. Imenovan je biskupom pod naslovom platejski.
12. Rafael Marković (1709. – 1726.)
Rafael Marković bio je opat samostana Marča. Rodom je iz Srijema. Godine 1710. car ga je imenovao episkopom, s naslovom svidnički. Papa Klement XI. izdao je, 2. siječnja 1712., breve kojim Rafaela Markovića postavlja apostolskim vikarom "Vlaha grčkoga katoličkoga obreda koji borave u Zagrebačkoj biskupiji". Od početka 1713. godine Marković se potpisivao kao biskup vlaški ili biskup svidnički i platejski. Godine 1717. putovao je u Rim, gdje je posvećen za biskupa, pod naslovom platejski. Prvi je od marčanskih biskupa godine 1717. svečano instaliran u Žumberku.
13. Grgur Vučinić (1727. – 1733.)
24. ožujka 1727., car i kralj imenovao je Grgura Vučinića svidničkim biskupom. Instalacija je izvršena u Marči, 2. prosinca 1727. Prisegu je položio pred Zagrebačkim kaptolom, 5. listopada 1727., a papa Benedikt XIII. postavio ga je apostolskim vikarom i platejskim biskupom, 28. travnja 1729.
14. Silvestar Ivanović (1734. – 1735.)
Na osnovu prijedloga četvorice monaha samostana u Marči i na osnovu preporuke zagrebačkog biskupa Jurja Branjuga, car i kralj Karlo III. imenovao je, 24. studenoga 1734., svidničkim biskupom monaha Silvestra Ivanovića, koji je dvije godine za vrijeme vladike Markovića i za cijelo vrijeme vladike Vučinića vršio službu biskupskog vikara. 
Najtužniji dan za njega je bio 19. studenoga 1735., kada je u Marču provalila skupina razbojnika, pravoslavaca. Nasilnici su monahe vezali, bacili u tamnicu i zvjerski mučili, kako to izvješćuje očevidac. Jednog monaha, koji je u vrijeme provale služio liturgiju, pograbili su za kosu i odvukli od oltara. Prije biskupskog imenovanja od strane Svete stolice i prije rukopoloženja, Ivanović je, shrvan tugom, umro u Zagrebu, u sjemeništu. Vjerojatno je pokopan u crkvi sv. Marka u Zagrebu.
15. Teofil Pašić (1738. – 1746.)
Dana 19. ožujka 1738., car Karlo III. izdao je diplomu kojom Teofila Pašića imenuje svidničkim biskupom i marčanskim opatom. Papa Klement XII., 28. kolovoza 1738., izdaje breve kojim Teofila Pašića postavlja apostolskim vikarom, s naslovom platejskog biskupa. 
Za njegova biskupovanja pravoslavni Srbi su, u nizu nasilja koja su vršili nad grkokatolicima, spalili biskupsko sjedište u Marči, 1739. godine. Potom je uprava Biskupije premještena u Pribić.
16. Gabrijel Palković (1751. – 1758.)
Gabrijel Palković bio je rodom iz Karpatske Ukrajine, poglavar bazilijanskog samostana sv. Nikole u Mukačevu. Sveta stolica imenovala je Palkovića apostolskim vikarom sjedinjenih istočno- grčkog obreda, pod naslovom drusipariensis, i formalno opatom Sv. Mihaela u Marči.
17. Bazilije Božičković (1759. – 1777.)
Biskup Bazilije Božičković posljednji je u nizu marčanskih biskupa i prvi križevački biskup.
Božičković je rođen u Kloštru Vojakovačkom, kod Križevaca. Za rane mladosti stupio je u samostan Marču. Njegov brat Porfirije bio je župnik u Žumberku. Nakon što je Marča spaljena, pošao je u Zagreb i tamo je nastavio svoje naukovanje. U Rimu, kao pitomac Kolegija sv. Atanazija, studirao je na sveučilištu Kongregacije de propaganda fide, filozofiju i teologiju. Po završetku studija bio je profesor u Dragomilu, u Galiciji, i u Lavovu. Nakon toga je sedam godina u Rimu vršio službu prokuratora Reda sv. Bazilija Velikog. 
Nakon Palkovićeve smrti carica Marija Terezija imenovala ga je svidničkim biskupom i 27. ožujka 1759. naložila da se instalira. Od Svete stolice dobio je naslov dioklecijanopolitanski, apostolski vikar Vlaha ili Grka koji borave u Zagrebačkoj biskupiji, u pokrajinama i kraljevinama Hrvatskoj i Slavoniji. Papa Klement XIII. dao mu je nakon posvete opsežne facultates, u 22-ije točke. Budući da je Grkokatoličko sjemenište u Zagrebu ponovno stradalo od požara, on je iz temelja sagradio veliku novu zgradu, od dva kata. Gradnja je trajala od 1768. do 1774. godine.
Za vrijeme Božičkovića namjesto Marčanske biskupije osnovana je, 17. lipnja 1777., nova – Križevačka biskupija, sa sjedištem u Križevcima. Prvim njezinim biskupom bio je sam Božičković. Poslije Pavla Zorčića, Bazilije Božičković je najzaslužniji sjedinjeni biskup.
Umro je 1785., u Gornjem Tkalcu, gdje je u kapeli i pokopan. Posmrtni ostatci biskupa Božičkovića preneseni su 1985. iz kapele u Gornjem Tkalcu u grkokatoličku katedralu u Križevcima.